# Hermandad del Santo Crucifijo (Jerez)
La Pontificia, Antigua y Venerable Hermandad del Santísimo Sacramento y Cofradía de Nazarenos del Santo Crucifijo de la Salud y María Santísima de la Encarnación, es una cofradía religiosa de Jerez de la Frontera, la cual realiza su procesión en la madrugada del Viernes Santo. La hermandad es popularmente conocida como el Santo Crucifijo o simplemente como el Silencio.

## Historia
La cofradía se fundó en el año 1573, en el Monasterio de Guía, el cual se encontraba en los terrenos de la actual Ermita de Guía. Se trasladó al convento de San Agustín en años posteriores, definitivamente, en el año 1662, pasó al templo parroquial de San Miguel. La hermandad desaparece en la década de 1770, es refundada en 1928.

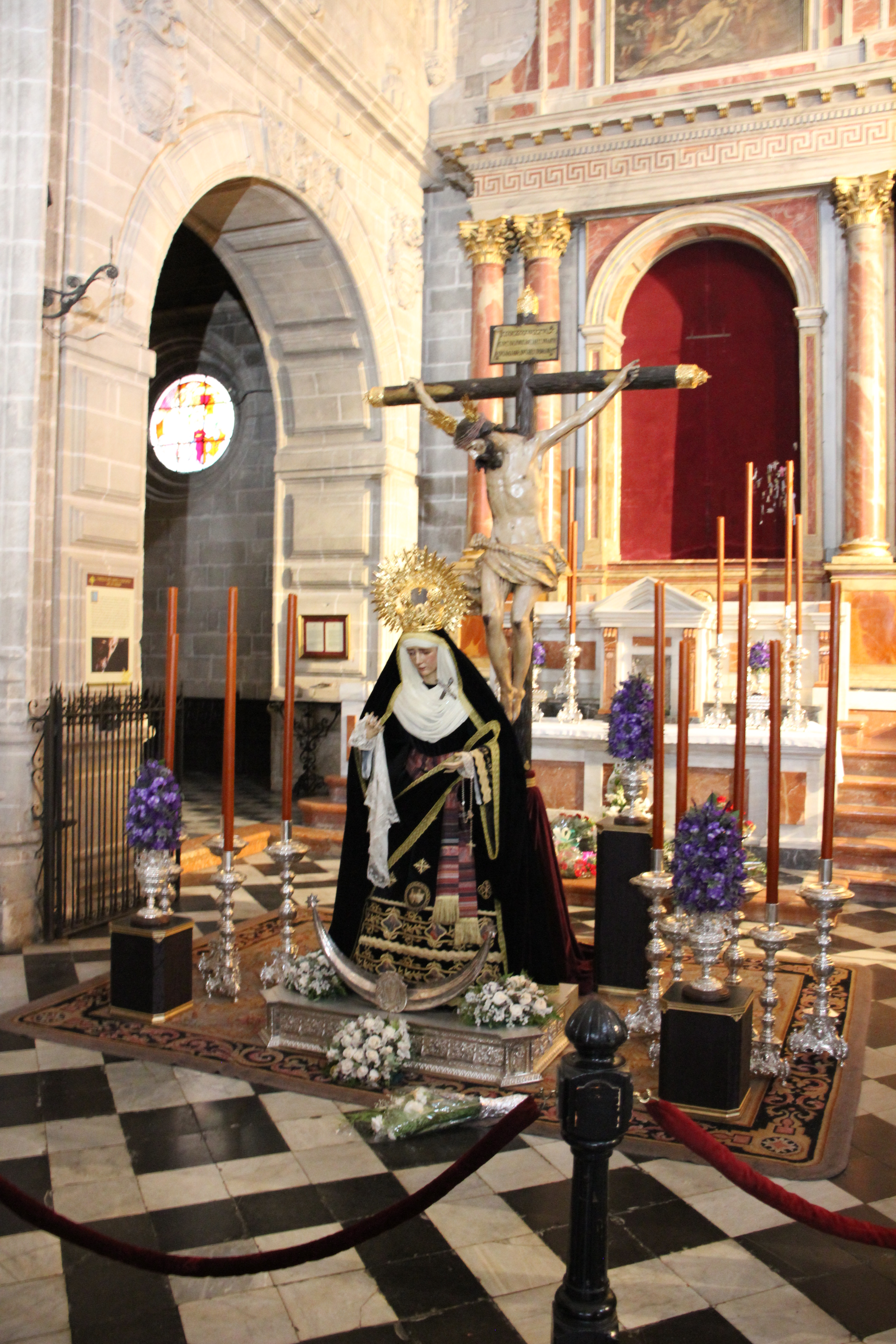
Titulares

Primitivamente procesionaba con un paso en caoba, el cual, en la actualidad pertenece a la Hermandad de la Viga.
A mediados del siglo XX adquirió un sinpecado.

## Túnica
De ruan (tejido) negro, compuesto por túnica de cola, antifaz y sandalias. En el centro del antifaz el escudo de la cofradía, la cola va posicionada sobre el brazo contrario al que lleva la vela.

## Pasos
El primero de los pasos muestra a Jesús crucificado, se trata de una obra de José de Arce, y va sobre un paso dorado, realizado por Francisco Ruiz, popularmente conocido por el sobrenombre de Currito el dorador.
El segundo de los pasos muestra a María Santísima de la Encarnación en un paso de palio al estilo de cajón, en terciopelo burdeos y con grandes bordados, diseño original, bambalinas, techo de Gloria, y manto de Juan Manuel Rodríguez Ojeda, aunque tuvo que finalizarse en los talleres de su sobrino Guillermo Carrasquilla a  partir de su fallecimiento en 1930, y orfebrería de Manuel Seco Velasco.

## Sede
Su sede canónica se encuentra en la Parroquia de San Miguel, la cual se construye entre los siglos XV y XVII en los extramuros de Jerez, cercas de la Puerta Real, es de estilo gótico y se trata del punto más alto de la ciudad.
| Predecesor: Mayor Dolor (Jueves Santo) | Orden de entrada en Carrera Oficial (Madrugá) 1º lugar | Sucesor: Cinco Llagas |